# Serley
Serley település Franciaországban, Saône-et-Loire megyében. Lakosainak száma 595 fő (2022. január 1.). Serley La Chaux, Bouhans, Mervans, Montjay és Saint-Germain-du-Bois községekkel határos.

## Népesség
A település népessége az elmúlt években az alábbi módon változott:
| Lakosok száma | 592  | 603  | 609  | 608  | 607  | 607  | 603  | 599  | 595  |
|               | 2013 | 2015 | 2016 | 2017 | 2018 | 2019 | 2020 | 2021 | 2022 |